# Władimir Wałujew
Władimir Prokofiewicz Wałujew, ros. Владимир Прокофьевич Валуев (ur. 16 lipca 1947 w Krasnym Łuczu) – rosyjski oficer marynarki wojennej, admirał, dowódca Floty Bałtyckiej.

## Życiorys
Absolwent akademii podwodniaków, akademii Marynarki Wojennej i Sztabu Generalnego. Odbywał służbę we Flocie Bałtyckiej na stanowiskach dowódcy grupy, działu okrętowego i zastępcy dowódcy okrętu podwodnego. Od 1974 był zastępcą dowódcy okrętu podwodnego Floty Północnej, a od 1978 – atomowego okrętu podwodnego Floty Oceanu Spokojnego. 
Od 1993 pełni służbę dowódczo-sztabową we flotylli i eskadrze okrętów podwodnych, a od 1996 w sztabie dowództwa Marynarki Wojennej. Od 16 listopada 1996 pełni służbę w dowództwie Floty Bałtyckiej, najpierw jako pierwszy zastępca dowódcy, od listopada 2000 cz.p.o. i od 12 kwietnia 2001 do 10 maja 2006 – dowódca Floty Bałtyckiej.
Od 11 grudnia 2001 admirał.